# نیکداری زیست‌محیطی

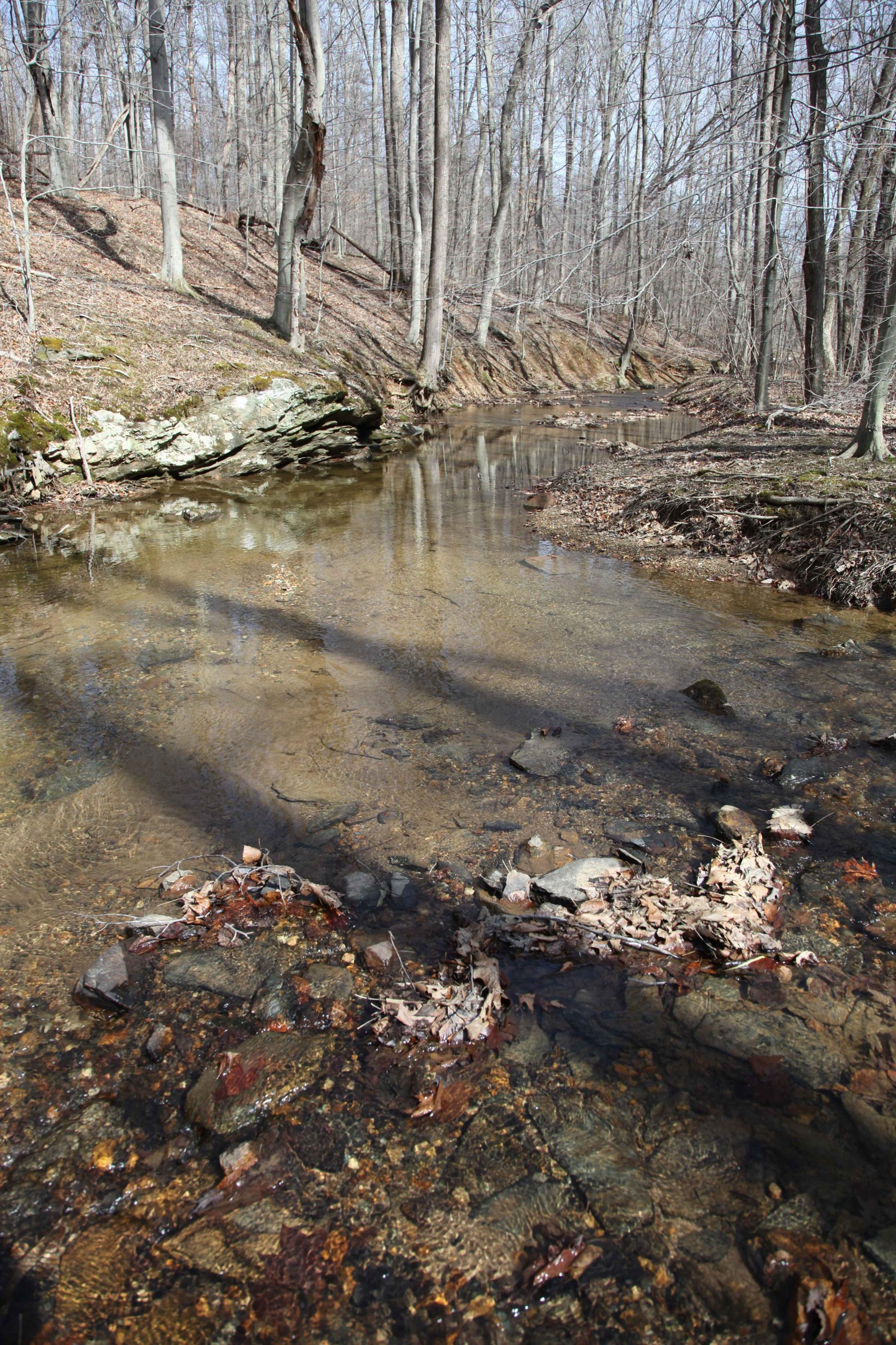
نیکداری زیست‌محیطی

نیکداری زیست‌محیطی (به انگلیسی: Environmental stewardship)، به استفاده و حفاظت مسئولانه از محیط طبیعی از طریق مشارکت فعال در تلاش‌های حفاظتی و اقدامات پایدار توسط افراد، گروه‌های کوچک، سازمان‌های غیرانتفاعی، آژانس‌های فدرال و دیگر شبکه‌های جمعی اشاره دارد. آلدو لئوپولد (۱۸۸۷–۱۹۴۹) از نظارت بر محیط زیست در اخلاق سرزمین دفاع کرد و کاربردهای اخلاقی «برخورد با رابطه انسان با زمین و جانوران و گیاهانی که در آن رشد می‌کنند را بررسی کرد.